# فيديوهات جوت سفن
هذه أعمال فرقة جوت سفن وهي فرقة فتيان بوب كوري من كوريا الجنوبية وتضم مشاركة جميع الأعضاء ومشاركات فردية.

## فيديوهات موسيقية
| السنة     | العنوان                      | المرجع.                     |
| الكورية   | الكورية                      | الكورية                     |
| --------- | ---------------------------- | --------------------------- |
| 2014      | "قيرلز قيرلز قيرلز"          | [ 3 ] [ 4 ] [ 5 ]           |
| 2014      | "أي"                         | [ 6 ] [ 7 ]                 |
| 2014      | "ستوب ستوب ايت" (하지하지마) | [ 8 ] [ 9 ]                 |
| 2015      | "جست رايت" (딱 좋아)         | [ 10 ] [ 11 ] [ 12 ] [ 13 ] |
| 2015      | "ايف يود دو " (니가 하면)    | [ 14 ] [ 15 ] [ 16 ]        |
| 2015      | "أغنية الإعتراف" (고백송)    | [ 17 ] [ 18 ] [ 19 ]        |
| اليابانية |                              |                             |
| 2014      | "أراوند ذا ورلد"             | [ 20 ] [ 21 ] [ 22 ]        |
| 2015      | "لاف ترين"                   | [ 23 ] [ 24 ]               |
| 2015      | "لاف لاف لاف"                | [ 25 ] [ 26 ]               |

## البرامج المنوعة
| السنة | العنوان      | الأعضاء    | ملاحظات                                | المرجع.              |
| ----- | ------------ | ---------- | -------------------------------------- | -------------------- |
| 2015  | Dream Knight | كل الأعضاء | دراما مباشرة من قبل جيوايبي ويوكو تودو | [ 27 ] [ 28 ] [ 29 ] |

| السنة | العنوان                 | الأعضاء                      | ملاحظات                | المرجع. |
| ----- | ----------------------- | ---------------------------- | ---------------------- | ------- |
| 2013  | من التالي ؟             | مارك، جاكسون، بامبام، يوقيوم | الحلقة 4, YG ضد. JYP   | [ 30 ]  |
| 2014  | أي جوت 7                | كل الأعضاء                   | عرض في الصين           | [ 31 ]  |
| 2014  | ويكلي آيدول             | كل الأعضاء                   | Episodes 146, 156, 177 | [ 32 ]  |
| 2014  | A Song for You الموسم 3 | كل الأعضاء                   | الحلقة 2               | [ 33 ]  |
| 2014  | Hitmaker الموسم الأول   | جاكسون                       | 4 الحلقة               | [ 34 ]  |
| 2014  | Roommate الموسم الثاني  | جاكسون                       | [ 35 ]                 |         |
| 2014  | Hitmaker الموسم الثاني  | جاكسون                       | [ 36 ]                 |         |
| 2015  | مقعى معجبين جوت 7       | كل الأعضاء                   | عرض في تايلند          | [ 37 ]  |
| 2015  | A Song For You الموسم 4 | كل الأعضاء (بإستثناء جاكسون) | الحلقة 3               | [ 38 ]  |
| 2015  | ويكلي آيدول             | كل الأعضاء                   | الحلقة 220             | [ 39 ]  |
| 2015  | رنينق مان               | كل الأعضاء                   | الحلقة 272             | [ 40 ]  |